# Canton Valley
Canton Valley es un lugar designado por el censo ubicado en el condado de Hartford en el estado estadounidense de Connecticut. En el año 2010 tenía una población de 1,580 habitantes.

## Geografía
Canton Valley se encuentra ubicado en las coordenadas 41°50′10″N 72°53′25″O / 41.83611, -72.89028.